# Paraleptoneta
Paraleptoneta is een geslacht van spinnen uit de  familie van de Leptonetidae.

## Soorten
- Paraleptoneta bellesi Ribera & Lopez, 1982
- Paraleptoneta spinimana (Simon, 1884)